# Kerewan
Kerewan è un centro abitato del Gambia, situato nella Divisione del North Bank.